# Teun Berserik
Teun Berserik, né le 9 janvier 1955 à La Haye, est un dessinateur de bandes dessinées et illustrateur néerlandais connu pour avoir illustré La Vallée des Immortels, les 25e et 26e tomes de la série de bandes dessinées Blake et Mortimer, faisant de lui et le dessinateur Peter Van Dongen les premiers néerlandais à participer à la série.

## Biographie
Teun Berserik naît dans une famille d'artistes néerlandais, mais ne se consacre au monde artistique que plus tard dans sa vie. Il passe ses premières douze années adultes à tenir un garage spécialisé dans les voitures des années 1940, mais finit par apprendre par lui-même l'illustration. Il illustre par la suite des manuels scolaires, des publicités et des dessins animés, en plus de la bande dessinée. Son roman graphique Vincent Van Gogh: de vroege jaren, publié en 2012, remporte le prix du meilleur roman graphique de Het Stripschap (nl) en 2013.
Depuis 2000, il pratique la peinture et est notamment membre du Pulchri Studio et du Haagse Kunstkring (en). Il effectue plusieurs expositions et une de ses œuvres murales, mesurant 4,5 × 24 m est exposée au musée de la Guerre d'Overloon (en). Avec Peter Van Dongen et Yves Sente, il rédige les 25e et 26e tomes de Blake et Mortimer, la Vallée des Immortels, publiés en 2019. En 2020, la galerie Champaka de Bruxelles organise une exposition consacrée aux volumes dessinés par Berserik et Van Dongen. La même année, lui et 75 autres artistes néerlandais s'associent pour créer une bande dessinée intitulée Striphelden versus Corona en support aux librairies de bandes dessinées ayant fermé dû à la pandémie de Covid-19.

## Principales œuvres

### Bande dessinée
- La Vallée des Immortels, Blake et Mortimer tomes 25 et 26, Yves Sente (scénario), Teun Berserik (illustrateur) et Peter Van Dongen (illustrateur), Éditions Blake et Mortimer (Dargaud), 16 novembre 2018 (tome 25) et 22 novembre 2019 (tome 26),  (ISBN 9782870972816) et  (ISBN 9782870972441) ;
- Vincent van Gogh : de vroege jaren, Teun Berserik, Bezige Bij b.v., Uitgeverij De, 18 juin 2013,  (ISBN 9054924284 et 9789054924289) ;
- Rampokan, 2 volumes, Peter Van Dongen (scénario et dessins) et Teun Berserik (dessin des armes et voitures), Dupuis, 1998 (Java - Tome 1), 2005 (Célèbes - Tome 2) et 2018 (intégrale),  (ISBN 2908981610),  (ISBN 290898198X) et  (ISBN 9791034738632).